# Swertia perennis
Espèce
La Swertie vivace (Swertia perennis) est une espèce de plantes à fleurs de la famille des Gentianaceae. Elle est présente dans plusieurs régions de l'hémisphère nord, dont la plupart de l'Eurasie et de l'Amérique du Nord. Elle est protégée localement en France dans plusieurs régions.

## Description
La swertie vivace est une plante vivace produisant généralement une seule tige de 10 à 50 centimètres. Les feuilles basales sont en forme de cuillère, les feuilles supérieures sont lancéolées à ovales, avec une extrémité en pointe. L'inflorescence est une panicule lâche de fleurs réparties le long de la tige. Chaque fleur a un calice de 4 à 5 sépales et une corolle de 4 à 5 pétales de 1 à 3 centimètres de long. La corolle est bleu violacé veinée de violet sombre.
Deux zones nectarifères se trouvent à la base de chaque pétale, des étamines portant de larges anthères entourant un ovaire central.

## Habitat
C'est une espèce de zones humides, particulièrement calcaires. Elle est commune à abondante selon les régions, mais est fragilisée par la fragmentation de ses habitats et autres types de destructions, ainsi que par l'activité humaine qui a conduit à des extinctions locales de zones où elle était auparavant commune,.